# Vidal Ramos
Vidal Ramos – miasto i gmina w Brazylii, w stanie Santa Catarina. Znajduje się w mezoregionie Vale do Itajaí i mikroregionie Ituporanga.